# Pholodes atrifasciata
Pholodes atrifasciata är en fjärilsart som beskrevs av W. Warren 1893. Pholodes atrifasciata ingår i släktet Pholodes och familjen mätare. Inga underarter finns listade i Catalogue of Life.